# Brian Aldiss
Brian Wilson Aldiss (East Dereham, 18 agosto 1925 – Oxford, 19 agosto 2017) è stato uno scrittore britannico distintosi nel campo della fantascienza.
Le sue opere sono state premiate col premio Hugo e col premio Nebula, i principali riconoscimenti della fantascienza.

## Biografia
Nel 1943 si arruolò nel Royal Corps of Signals, partecipando ad azioni in Birmania; il suo incontro con la foresta pluviale, a quel tempo, contribuì in parte ad ispirare Hothouse, mentre l'esperienza nell'esercito fu fonte di ispirazione per il primo e il secondo volume di Horatio Stubbs.
Dopo la Seconda guerra mondiale lavorò come libraio ad Oxford.
Oltre ai racconti brevi per varie riviste di fantascienza, scrisse una serie di novelle sulle vicende di un immaginario negozio di libri che attrassero l'attenzione di Charles Monteith, della casa editrice Faber and Faber. Da ciò nacque il primo libro di Aldiss: The Brightfount Diaries (1955).
Nel 1955 l'Observer lanciò un concorso per racconti ambientati nell'anno 2500 che Aldiss vinse con Not For An Age. The Brightfount Diaries ebbe un successo moderato ma Faber chiese ad Aldiss se avesse altro materiale. Così fu pubblicato il suo primo romanzo di fantascienza Space, Time and Nathaniel. 
I guadagni ottenuti con la scrittura uguagliavano ormai quelli da libraio, così Aldiss decise di diventare uno scrittore a tempo pieno.
Alla World Science Fiction Convention del 1958 fu votato "Nuovo autore più promettente" ed eletto presidente della British Science Fiction Association nel 1960.
Attorno al 1964 lui e il suo collaboratore di lunga data Harry Harrison fondarono il primo giornale di critica fantascientifica, Science Fiction Horizons, che nei due soli numeri pubblicò articoli e recensioni di James Blish, C. S. Lewis, Kingsley Amis e un'intervista a William S. Burroughs.
Aldiss ebbe grande successo anche come antologista. Per Faber curò Introducing SF, una raccolta di storie rappresentative di vari temi della fantascienza e Best Fantasy Stories.
Nel 1961 curò un'antologia di ristampe di racconti per l'editore inglese di libri economici Penguin Books con il titolo di Penguin Science Fiction. Il successo del progetto generò numerose ristampe e due ulteriori antologie, More Penguin Science Fiction (1963), e Yet More Penguin Science Fiction (1964), che ebbero lo stesso successo della prima e alla fine furono pubblicate insieme come The Penguin Science Fiction Omnibus (1973), e anch'esso meritò numerose ristampe.
Negli anni settanta Aldiss realizzò diverse antologie di successo di fantascienza classica: Space Opera (1974), Space Odysseys (1975), Galactic Empires (1976), Evil Earths (1976), Perilous Planets (1978) e il volume di grande formato Science Fiction Art (1975), una selezione di illustrazioni tratte da riviste e pulp magazine.
In occasione delle missioni esplorative su Venere da parte di sonde spaziali negli anni sessanta e settanta, che mostrarono quanto il pianeta fosse lontano dall'immagine della calda giungla tropicale dipinta sino ad allora dalla fantascienza, Aldiss e Harrison pubblicarono l'antologia Farewell, Fantastic Venus!, ristampa di storie basata sulle vecchie, sorpassate concezioni di Venere.
Pubblicò poi la serie di antologie The Year's Best Science Fiction (1968-1976?).
Nel 2005 la Regina Elisabetta II gli ha conferito il titolo di Ufficiale dell'Ordine dell'Impero Britannico per meriti letterari.

## Opere

### Narrativa
- The Brightfount Diaries (1955)
- Space, Time and Nathaniel (1957). Antologia di racconti; tutti i racconti pubblicati sino allora incluso T, la sua prima opera pubblicata, e Not For an Age. Aldiss aveva allora al suo attivo tredici racconti soltanto, e un quattordicesimo fu scritto in fretta e furia per arrotondare.
- Viaggio senza fine o Non-stop (Non-stop, 1958). La storia di una piccola tribù in una giungla molto strana, che compie inquietanti scoperte sulla natura del loro mondo. Fu pubblicata negli USA con un titolo diverso, che svela l'ispirazione di base della trama
- Equator (1958)
- Galassie come granelli di sabbia (The Canopy of Time, 1959). Raccolta di racconti: pubblicata in forma lievemente diversa negli USA come Galaxies like Grains of Sand
- Un despota sulla Terra (The Interpreter, 1960; titolo USA Bow down to Nul). Un romanzo breve sull'enorme e antico impero galattico dei Nul, una razza di alieni civili giganti e dotati di tre arti. La Terra non è altro che una modestissima colonia governata da un tiranno Nul, i cui stratagemmi ingannevoli, insieme ai tentativi benintenzionati ma inefficaci di un firmatario Nul di chiarire gli abusi, e con la disorganizzata resistenza dei Terrestri, riflettono le complesse relazioni esistenti tra imperialisti e razze sottoposte a cui lo stesso Aldiss ebbe la possibilità di assistere durante il suo soggiorno in India e Indonesia negli anni quaranta.
- Descalation (The Male Response, 1959 negli USA, 1961 nel Regno Unito)
- La lampada del sesso o La lampada dell'amore (The Primal Urge, 1961)
- Il lungo meriggio della Terra o La serra, Lebbra infernale (Hothouse, 1962). Ambientato in un futuro lontanissimo, in cui la Terra ha smesso di ruotare, il Sole ha aumentato la sua emissione di energia, e le piante sono soggette a una ininterrotta frenesia di crescita e decomposizione, come in una foresta tropicale mille volte più attiva; pochi piccoli gruppi di uomini ancora vivono, sull'orlo dell'estinzione, sotto il baniano gigante che copre il lato diurno della Terra. Pubblicato originariamente nella rivista Magazine of Fantasy and Science Fiction; il direttore della rivista richiese una consulenza scientifica su un aspetto del racconto: gli fu risposto che le relative dinamiche orbitali implicavano che fosse una sciocchezza, ma l'immagine della Terra e della Luna fianco a fianco nell'orbita, avvolte da ragnatele intessute da ragni vegetali giganti, era così scioccante e affascinante che la pubblicò comunque. Gli appassionati di fantascienza approvarono la decisione, con l'attribuzione di un premio Hugo. L'edizione originale americana  (sostanzialmente modificata) era intitolata The Long Afternoon of Earth (Il lungo meriggio della Terra); secondo quanto riferisce Aldiss fu l'editore a insistere per questo titolo, affinché il libro non fosse esposto nelle librerie tra i libri di orticoltura.
- The Airs of Earth (1963; titolo americano Starswarm). Raccolta di racconti.
- Dal buio degli anni luce (The Dark Light Years, 1964). L'incontro degli uomini con gli utod, esseri alieni che per mantenere la salute fisica e mentale sono costretti a rotolarsi nel fango e nello sterco, e che gli umani non riconoscono nemmeno come esseri intelligenti.
- Barbagrigia o  Cittadino del tramonto (Greybeard, 1964). Ambientato diversi decenni dopo che i terrestri sono stati sterilizzati da un'ondata di radiazioni generate da un evento astronomico, il libro descrive un mondo che va svuotandosi, abitato da una popolazione senescente e senza figli.
- Best SF stories of Brian Aldiss (1965; pubblicato negli USA come But who can replace a Man?)
- Il mio mondo bruciato o La mia Terra bruciata (Earthworks, 1965)
- The Impossible Smile (1965); serial nella rivista Science Fantasy, sotto lo pseudonimo "Jael Cracken"
- The Saliva Tree and other strange growths (1966). Raccolta di racconti. La storia che dà il titolo alla raccolta, The Saliva Tree fu scritta in occasione del centenario della nascita di H.G. Wells, e ricevette il premio Nebula del 1965 per il migliore romanzo breve.
- Criptozoico (An Age, 1967; titolo USA Cryptozoic!).
- Rapporto sulla probabilità «A» (Report On Probability A, 1968). Descritto da Aldiss come un "anti-romanzo", questo libro vede le sue origini alcuni anni prima, prima di essere pubblicato a puntate nella rivista New Worlds quando Michael Moorcock ne era il direttore. La parte più ampia del libro è il Rapporto, che descrive con dettagli minuziosi, ossessivi e spesso ripetitivi, tre personaggi, G, S, e C, i quali segretamente osservano una casa, ciascuno da una diversa dépendance con vista parziale sulle finestre della casa, che di tanto in tanto colgono occhiate della sua occupante, la signora Mary. Mentre il Rapporto viene letto da un personaggio senza nome, costui viene segretamente osservato da altri universi, e questi osservatori, a loro volta, vengono osservati, e tutti s'impegnano in futili speculazioni sulla esatta natura della Probabilità A, e sull'esatto significato del dipinto vittoriano Il pastore mercenario (del preraffaellita William Holman Hunt), che è citato nel Rapporto... In seguito si viene a sapere che anche la signora Mary sta guardando uno schermo, che potrebbe essere semplicemente quello di un televisore e si suggerisce che il dipinto potrebbe essere una finestra su un mondo in cui il tempo si è fermato.
- Barefoot in the Head (1969) Forse l'opera più sperimentale di Aldiss, apparve inizialmente divisa in più parti come la serie delle "Acid Head War" in New Worlds. È ambientata in Europa, alcuni anni dopo un attacco con bombe che hanno sparso grandi quantità di droghe allucinogene a lunga durata, provocato da uno scontro nel medio oriente. In un'Inghilterra dove la gente a malapena mantiene il contatto con la realtà giunge un giovane serbo, che comincia a cadere sotto l'influenza degli inquinanti ambientali, e si trova a condurre una crociata messianica. La narrazione e il dialogo riflettono il frammentarsi della lingua sotto l'influenza delle droghe, in cangianti frasi, giochi di parole e allusioni, in un'eco intenzionale del Finnegans Wake.
- La serie di Horatio Stubbs:
  - The Hand-Reared Boy (1970)
  - A Soldier Erect (1970)
  - A Rude Awakening (1978)
- The Moment of Eclipse (1971). Raccolta di racconti.
- Frankenstein liberato (Frankenstein Unbound, 1973). Ne fu tratto un film omonimo del 1990, Frankenstein oltre le frontiere del tempo, diretto da Roger Corman.
- L'ora di ottanta minuti (The Eighty-Minute Hour: A Space Opera, 1974)
- The Malacia Tapestry (1976)
- Brothers of the Head (1977). Un libro di grande formato, illustrato da Ian Pollock, che raccontava la strana storia delle rockstar Tom e Barry Howe, gemelli siamesi con una terza testa in letargo che alla fine comincia a risvegliarsi.
- Last Orders and Other Stories (1977)
- Pile (1979; Poem)
- New Arrivals, Old Encounters (1979)
- La trilogia di Helliconia. Ambientata su un pianeta che orbita intorno a una stella doppia, su cui le stagioni durano secoli, narra le vicende di una popolazione umana primitiva a partire dal disgelo nel difficile ecosistema di questo mondo, e i suoi rapporti conflittuali con l'altra razza intelligente che lo abita.
  - La primavera di Helliconia (Helliconia Spring, 1982)
  - L'estate di Helliconia (Helliconia Summer, 1983)
  - L'inverno di Helliconia (Helliconia Winter, 1985)
- Seasons in Flight (1984)
- Courageous New Planet (c. 1984)
- The Year before Yesterday (1987). Una rielaborazione in forma di romanzo di Equator del 1958 combinato con The Impossible Smile del 1965.
- Ruins (1987)
- Forgotten Life (1988)
- Dracula signore del tempo (Dracula Unbound, 1991)
- A Tupolev Too Far and Other Stories (1993). Raccolta di racconti.
- Marte, pianeta libero (White Mars, or, The Mind Set Free: A 21st-Century Utopia, 1999), con Roger Penrose
- Supertoys che durano tutta l'estate (Supertoys Last All Summer Long and Other Stories of Future Time, 2001). Raccolta di racconti. La storia del 1968 che dà il titolo alla raccolta è alla base del soggetto del film A.I. - Intelligenza artificiale, progettato da Stanley Kubrick e in seguito diretto da Steven Spielberg dopo la morte di Kubrick.

### Saggistica
- Cities and Stones - A Traveller's Yugoslavia (1966)
- The Shape of Further Things (1970)
- Item Eighty Three (con Margaret Aldiss) (1972). Una bibliografia completa di tutti i libri e racconti pubblicati sino allora (il libro stesso è incluso al numero 83 nella lista).
- Billion Year Spree: The History of Science Fiction (1973). L'autore vi espone la teoria che Mary Shelley abbia scritto con Frankenstein il primo vero romanzo di fantascienza. Rivisto e ampliato col titolo Trillion Year Spree (con David Wingrove) (1986).
- Hell's Cartographers (1975, curato con Harry Harrison). Una raccolta di brevi pezzi autobiografici scritti da vari autori di fantascienza, incluso Aldiss. Il titolo è un riferimento al libro sulla fantascienza di Kingsley Amis New Maps of Hell.
- The Pale Shadow Of Science, 1986.
- This World and Nearer Ones: Essays exploring the familiar (1979).
- Bury My Heart in W.H. Smith's - A Writing Life. Autobiografia.